# Rentgenometr DP-3
Rentgenometr DP-3 – radziecki pokładowy przyrząd dozymetryczny, używany między innymi w ludowym Wojsku Polskim, przeznaczony do rozpoznawania skażeń promieniotwórczych.

## Charakterystyka przyrządu
Rentgenometr DP-3 był pokładowym przyrządem dozymetrycznym montowanym w wozach bojowych i śmigłowcach. Produkowany był przez Zakłady „Polon” w Bydgoszczy. Znajdował się między innymi na wyposażeniu samochodów rozpoznawania skażeń BRDM-2rs i GAZ-69rs. Rentgenometry DP-3 zastąpione zostały z czasem przez rentgenometry sygnalizacyjne DPS-68 konstrukcji polskiej.
Dane taktyczno-techniczne
- zakres[5]:
  - pierwszy – 0,1 do 1 R/h,
  - drugi – 1 do 10 R/h,
  - trzeci – 10 do 100 R/h
  - czwarty – 50 do 500 R/h
- warunki pracy:
  - wilgotność względna – do 98%,
  - temperatura – od -40 do +50 °C.
- zasilanie – sieć pokładowa lub akumulator